# Habenaria socotrana
Habenaria socotrana là một loài thực vật có hoa trong họ Lan. Loài này được Balf.f. mô tả khoa học đầu tiên năm 1884.